# Чін Сон Ю
Чін Сон Ю (Хангиль: 진선유, Ханча: 陳善有), народилася 17 грудня 1988 року в Тегу, Південна Корея) — південнокорейська шорт-трекістка, Триразова олімпійська чемпіонка 2006 року та триразова чемпіонка світу (з 2005 по 2007 роки).
Володарка золотої медалі в бігу на 1500 метрів і срібної медалі на дистанції 1000 метрів на Чемпіонаті Світу 2005 року, і у підсумку стала Абсолютною чемпіонкою світу. У 2006 році на  світовому Чемпіонаті, Чін виграла 1000, 1500 і 3000 метрів на шляху до другого поспіль титулу абсолютної чемпіонки світу в цілому. Також зайняла перше місце в загальному заліку Кубка світу у сезоні 2005-2006 років.
На Зимових Олімпійських іграх 2006 року, завоювала три золоті медалі, вигравши жіночі індивідуальні гонки на 1000 і 1500 метрів, і  естафету на 3000 метрів у складі збірної Південної Кореї. На цій Олімпіаді Чін стала першим спортсменом із Кореї, що виграв три золоті медалі на одній Олімпіаді (менше ніж за півгодини).
== Джерепійські чемпіонки з шорт-треку на дистанції 1000 метрів}}